# 緊急出動すずめちゃん!
『緊急出動すずめちゃん!』（スクランブルすずめちゃん）は、柴田亜美による日本の漫画作品。『なかよし』（講談社）にて1993年10月号から1994年9月号まで連載された。全8話。単行本は同社のKCデラックスより全1巻が刊行された。

## あらすじ
時は未来。ジパングの西の果てにある、金の産地で有名な村にして世界最強の国家ナガサキシティの村長の息子御山野カラスは、村の金の独占権を狙うスーツマン軍団に狙われていた。弟がいなくなれば自分が当主になれると思っていた姉のすずめは、父・天狗により肉体改造を施され、スーツマン軍団からカラスを守る羽目になってしまう。

## 登場人物

### 御山野一家
金の独占権を持っているため、家全体が金ぴかであるほどの大金持ちな一家。
御山野すずめ
御山野家長女。13歳。趣味はロケット花火。特技は花占い。オランダ坂女子中学校の生徒でもある。
跡継ぎであるカラスを守るため、126億円をかけて、父・御山野天狗によって肉体改造をされた結果、スクランブルすずめに変身できるようになった。ただし、カラスがいなくなれば彼女が跡継ぎになれるため、すずめ本人はカラスを邪険に扱っている。
必殺技である「ゴールドシャワー」は、黄金のスーツからまばゆい光を放ち相手をやっつけるものである。
チャウダー
御山野家の愛犬。真っ白なチャウチャウ。
御山野カラス
御山野長男。11歳の小学5年生。追っかけが趣味であるほどアイドル好きで東京に憧れており、第1話でアイドルのコンサートチケットをだしにスーツマン軍団のスーツマン秀樹に誘拐された。特技は物まね。御山野家の跡継ぎであるため、すずめから当たり散らされている。
御山野天狗
ナガサキシティの村長にして、御山野家当主。
御山野ひばり
天狗の姪で、16歳。オランダ留学から帰ってきたため、帰国後はオランダ坂女子中学校の中等部に編入。
すらっとした体格と長い黒髪を誇り、いつも黒い学生服を着ている。
チューリップアーチェリー

ゴールド・チューリップ・レイン
すずめとの合体技。
シルフィーヌ
最終回で登場したペガサス。

### スーツマン軍団
御山野家の金の独占権を狙っている軍団。『なかよし』の編集部員から名前を取っている。
イリエ総統
スーツマン軍団総統。俳句を詠むことと、手芸が趣味。部下が失敗する度に、おしおきとしてボーナス等をカットする。名前の由来は当時『なかよし』の編集長だった入江祥雄。
スーツマン秀樹
スーツマン軍団戦闘員。第2話以降はコンピュータ五味手作りのスーツ（本人いわくかぶり物）を無理やり着させられているため、最終話で（まともな）バトルスーツ着用で登場した際、すずめらに忘れられていた。名前の由来は柴田の担当編集だった山之内秀樹。
技は名刺スプラッシュ。
太陽の塔スーツ
第2話にて着用。コントローラで遠隔操作できる。
マニアック小佐野
スーツマン軍団のメンバー。ただし、ゲームコントローラーの操作と漢字は苦手だったため、第2話では五味の用意した説明書が読めず、太陽の塔スーツをタコ拳で操作した。よく二頭身の姿にデフォルメされる。また、総統に一言余計な突っ込みをよく入れている為、おしおきされる事も多い（本人は全くめげない）。
名前の由来は『美少女戦士セーラームーン』の担当編集者として知られる小佐野文雄。
コンピュータ五味
スーツマン軍団の頭脳派にしてファミコン好き。秀樹曰く、「いつもゲーセンに入り浸っていて午後4時から出社する」との事。実は密かに次期総統のイスを狙っている。
プロボウラーりつこさんスーツ
イリエ総統から与えられた、半そで半ズボンのスーツ。イリエ総統により、音声発信機が取り付けられている。
クラッシャーボウリング
衝撃を与えると数秒で爆発する、セラミック製のボウリングの球。バブル崩壊の為、五味は経費不足に陥り、1つしか造ることができなかった。
すずめとひばりの「ゴールドクラッシュボール」によりはじかれ爆発した。
ホルン近藤
普段は他のメンバー同様スーツ姿だが、出撃した際にはウィーン少年合唱団員のようないでたちになった青年。童顔。武器はその歌声で、聞いたものを金縛りに陥らせる。
オリンポス那須
近藤と仲が良く、同時に出撃した。その際はギリシア神話のアポロンのようなコスチュームを着用。自身の体格を黄金の肉体美と評している。
情報忍者サイトウ
第5話に登場。父は博多出身、母は秋田出身。ハーバード大学卒。英語を交えた会話をする。オランダ坂女子中学校に、ひばりとともに転校生としてやってきた。必殺技は「試験によく出る”でる単”」。
ルイジアナ緒方
ルイジアナ州出身。
第6話に登場（写真では第5話のラストから登場している）。初登場時は対人恐怖症で、しかも親友であるワニのユミちゃんを連れてきたため、空港を騒然とさせた。
茶菓子を食べさせるのに3日かかったが、なんとか恐怖症を克服した後、オランダ坂女子中学校のテニス部コーチとして潜入。その際、ひばりらに攻撃されるが、ユミちゃんに懇願される形でひばりらは手をひいた。
ユミちゃん
ルイジアナ緒方の親友であるワニ。リボンをつけている。

## 書誌情報
柴田亜美 『緊急出動（スクランブル）すずめちゃん!』 講談社〈KCデラックス〉、1994年12月6日第1刷発行、ISBN 4-06-319554-6